# Delain (Alto Saona)
 Delain  es una población y comuna francesa, situada en la región de Franco Condado, departamento de Alto Saona, en el distrito de Vesoul y cantón de Dampierre-sur-Salon.

## Demografía
| 187 | 205 | 212 | 207 | 193 | 186 | 184 |
| Para los censos de 1962 a 1999 la población legal corresponde a la población sin duplicidades (Fuente: INSEE [Consultar]) |     |     |     |     |     |     |